# Aguirre, gnjev Božji
Aguirre, gnjev Božji  (nje. Aguirre, der Zorn Gottes) je slavna i hvaljena njemačka pustolovno egzistencijalna drama iz 1972. koju je režirao Werner Herzog. To je njegov prvi film u kojem je surađivao s ekscentričnim glumcem Klausom Kinskijem. Baskijsko-španjolski konkvistador Lope Aguirre je glavni lik filma.

## Radnja
Peru, 16. stoljeće, vrijeme konkvistadora. Pizarro šalje jedan vojni odred na Amazonu u potragu za El Doradom. Časnik Aguirre diže pobunu, svrgava zapovjednika Ursuu i odmeće se od španjolske krune. Splav s vojnicima plovi sve dalje niz rijeku, a hrane je sve manje... (Priča je zasnovana na stvarnim događajima.)

## Kritika
Kritičari većinom hvale "Aguirre", a neki tvrde da se radi i o jednom od najboljih filmova svih vremena, dok samo manji dio tvrdi da se radi o dosadnom i ispraznom filmu. Iako najveći dio filma ne gledamo ništa drugo nego jednu splav koja pluta rijekom, film je iznenađujuće uzbudljiv. Nakon sat vremena, uz snovitu glazbu skupine Popol Vuh, spora tragedija osvajača usred beskrajnog zelenila prašume izgleda kao noćna mora u kojoj su svi hipnotizirani. Kinski je rođen za ulogu ludog megalomana, i dok šepa po splavi kao Rikard III., pitamo se je li uopće morao glumiti. Zadnjih pet minuta (horde malih majmuna na splavu koji bježe od poludjelog Aguirrea) spada u antologijske scene povijesti filma.

## Zanimljivosti
- Film je snimljen s minijaturnim budžetom, a redatelj je rekao: "da smo snimili naše snimanje, to bi bilo uzbudljivije od samog filma". Navodno su Herzog i Kinski jedan drugome prijetili smrću (Kinski je prijetio da će napustiti snimanje jer mu je bilo dosta svega, a Herzog mu je rekao da će imati par metaka u tijelu prije nego što prijeđe rijeku), pa čak i spavali naoružani. Ipak, kasnije su surađivali na čak četiri filma: Woyzeck, Fitzcarraldo, Cobra Verde i Nosferatu.
- Originalni negativ filma skoro je bio izgubljen jer je agencija za transport kod aerodroma u gradu Lima zaboravila transportirati materijal u Njemačku. No na kraju su ipak ispravili grešku.
- Herzog tvrdi da je ukrao kameru od 35 mm iz svoje filmske škole te da je filmska ekipa imala samo 8 članova.
- Kinski tvrdi da su ga ugrizli majmuni pri kraju snimanja.

## Vanjske poveznice
- Aguirre, gnjev Božji u internetskoj bazi filmova IMDb-a
- Analiza  Arhivirana inačica izvorne stranice od 22. kolovoza 2006. (Wayback Machine)
- Lista najboljih filmova po magazinu TIME  Arhivirana inačica izvorne stranice od 16. srpnja 2006. (Wayback Machine)
- Veliki filmovi Rogera Eberta  Arhivirana inačica izvorne stranice od 21. travnja 2007. (Wayback Machine)